# Partners in Crime (Doctor Who)
"Partners in Crime" (intitulado "Parceiros no Crime" no Brasil) é o primeiro episódio da quarta temporada da série de ficção científica britânica Doctor Who, transmitido originalmente através da BBC One em 5 de abril de 2008. Escrito por Russell T Davies e dirigido por James Strong, o episódio reintroduz a atriz e comediante Catherine Tate como Donna Noble, que já havia aparecido no especial de Natal de 2006 "The Runaway Bride".
No episódio, Donna e o alienígena viajante do tempo conhecido como o Doutor (David Tennant) se encontram enquanto investigam separadamente as Indústrias Adipose, uma empresa que criou uma pílula de dieta revolucionária. Juntos, eles tentam impedir a morte de milhares de pessoas em Londres depois que a chefe da organização, a alienígena Senhorita Foster (Sarah Lancashire), cria pequenos alienígenas brancos feitos de gordura corporal humana chamadas Adiposo. As criaturas foram criadas usando o software MASSIVE, comumente usado para sequências de multidões em filmes de fantasia e ficção científica.
Além de Tate, "Partners in Crime" apresenta o retorno de três personagens recorrentes: Jacqueline King repete seu papel como Sylvia Noble de "The Runaway Bride"; Bernard Cribbins repete seu papel como Wilfred Mott de "Voyage of the Damned", substituindo o personagem de Geoff Noble após a morte do ator Howard Attfield; e Billie Piper repete brevemente seu papel como Rose Tyler pela primeira vez desde o final da segunda temporada, "Doomsday" (2006), em uma cena que não foi incluída nas exibições de pré-estreia.
O episódio recebeu muitas críticas positivas. A maioria dos revisores gostou dos efeitos visuais usados para criar os Adiposo. Os críticos também elogiaram a atuação moderada de Tate em comparação com "The Runaway Bride"; Donna foi transformada de uma "mulher grosseira" para uma pessoa mais emocional quando se tornou uma acompanhante de viagem do Doutor em tempo integral. As opiniões dos críticos foram divididas sobre a trama do episódio e à escrita de Davies, variando de "puro prazer" a "o verso de um maço de cigarro".

## Enredo
Donna Noble se arrepende de sua decisão de recusar o convite do Décimo Doutor para viajar com ele na TARDIS. Ela começou a investigar teorias da conspiração na esperança de encontrá-lo novamente. O Doutor e Donna, nenhum deles ciente do envolvimento do outro, investigam as Indústrias Adipose, que está comercializando uma pílula de dieta especial para a população de Londres. Eles descobrem que as pílulas usam gordura corporal latente para criar partenogeneticamente pequenos alienígenas brancos chamados Adiposo que surgem à noite e deixam o corpo do hospedeiro. O Doutor e Donna se infiltram separadamente nos escritórios da organização, cada um sem saber que o outro está lá. Enquanto exploram o prédio, eles de repente se encontram através de janelas opostas em um escritório e são confrontados pela Srta. Foster, uma alienígena que está usando a população acima do peso da Grã-Bretanha para criar os bebês Adiposo para a Primeira Família Adiposiana. A Srta. Foster persegue o Doutor e Donna ao redor do prédio, finalmente os capturando em um escritório. Ela conta ao Doutor que os Adiposo perderam seu planeta de procriação e a contrataram para encontrar um substituto. O Doutor usa a caneta sônica dela e a sua própria chave de fenda sônica para criar uma distração e fugir com Donna.
A Srta. Foster acelera seus planos, sabendo que o Doutor tentará impedi-la. Por toda Londres, os Adiposo começam a surgir e logo somam vários milhares. O Doutor e Donna impedem que a partenogênese de emergência total ocorra, o que teria matado aqueles que tomaram a pílula, e o restante dos bebês Adiposo seguem para os prédios da organização. A Primeira Família Adiposiana chega em uma nave espacial e começa a coletar seus filhotes. O Doutor tenta avisar a Srta. Foster sobre sua segurança, mas ela o desconsidera e é morta quando os Adiposo a jogam de seu raio de transporte para a morte, para cobrir seus esforços de semeadura não sancionados.
Donna aceita a oferta original do Doutor de viajar na TARDIS. Antes de partir, ela faz um desvio para deixar as chaves de seu carro em uma lixeira, dizendo à mãe Sylvia para pegá-las mais tarde. Enquanto está lá, ela conhece uma mulher loira e pede que ela ajude Sylvia a encontrar as chaves. A mulher acaba sendo Rose Tyler, que desaparece de vista enquanto se afasta da área. Donna pede ao Doutor para voar a TARDIS passando pelo seu avô, Wilfred Mott, que está observando o céu noturno através de um telescópio.

## Produção

### Elenco

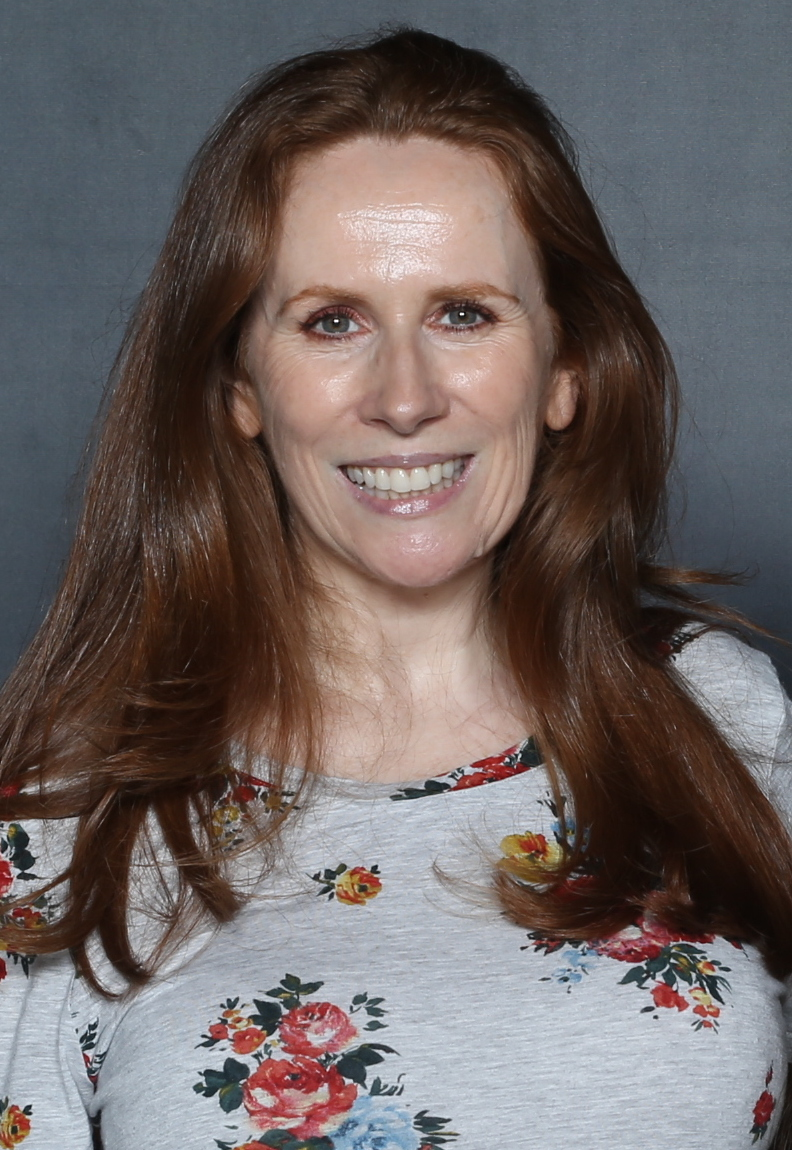
Catherine Tate foi convidada a reprisar seu papel como Donna Noble na quarta temporada da série.

"Partners in Crime" apresenta vários atores retornando à série. Catherine Tate recebeu a oportunidade de retornar como Donna Noble durante um almoço com a produtora executiva Julie Gardner. Tate, que esperava que Gardner perguntasse sobre aparecer em um filme biográfico, mais tarde admitiu que era "a coisa menos provável em que poderia imaginar". O retorno de Tate foi controverso entre os fãs de Doctor Who; as críticas que ela recebeu foram comparadas a Daniel Craig depois que ele foi escalado como James Bond. Howard Attfield, que apareceu como o pai de Donna, Geoff, em "The Runaway Bride", filmou várias cenas para este episódio, mas morreu antes que suas cenas para o restante da temporada fossem concluídas. Os produtores aposentaram seu personagem por respeito e o dedicaram nos créditos finais do episódio.  O produtor Phil Collinson sugeriu transferir seus traços para o personagem não relacionado de Stan Mott em "Voyage of the Damned" e reescrever seu papel como o avô de Donna. Os produtores executivos Russell T Davies e Gardner gostaram da ideia e chamaram Bernard Cribbins de volta para o papel para refilmar as cenas de Attfield, com o personagem sendo renomeado como Wilfred - um nome que Davies preferiu para o avô de Donna - a tempo dos créditos de "Voyage of the Damned" serem alterados.

### Roteiro
Davies adotou uma abordagem diferente ao escrever o episódio. David Tennant e Sarah Lancashire notaram que a personagem da Srta. Foster tinha boas intenções, mas era moralmente ambígua. A premissa da pílula Adiposo era igualmente ambígua com efeitos colaterais raros, mas era uma "situação de somente ganhos" para qualquer um envolvido. Davies baseou a personagem da Srta. Foster em Jo Frost de Supernanny e na filantropa e política argentina Eva Perón, enquanto Lancashire comparou sua personagem a Mary Poppins. Os Adiposo são um estilo diferente dos vilões padrões de Doctor Who; antagonistas como Lazarus em "The Lazarus Experiment" ou o lobisomem em "Tooth and Claw" eram monstros singulares projetados para assustar o público; os Adiposo foram feitos para serem "fofos" para fornecer uma experiência "bizarra [e] surreal".
| “ | Eu a vejo como uma Mary Poppins ligeiramente distorcida. É bastante austera. Ela é uma mulher forte. Quando li o roteiro pela primeira vez, pensei, ah, bem, claro que ela é a vilã... mas quanto mais eu lia, pensava: "Não, ela faz o que faz por motivos justificados". | ” |
|   | — Sarah Lancashire sobre sua personagem.. |   |

Davies fez algumas mudanças na personalidade de Donna. Ela foi "alterada... de uma mulher grosseira aos gritos para alguém que é bastante vulnerável e emocional". Donna foi escrita para fornecer uma atitude "cáustica" e "adulta" em relação ao Doutor, em oposição a Rose e Martha, que se apaixonaram por ele. Tate considerou Donna mais igual ao Doutor porque sua personagem não o romantizou, permitindo que ela questionasse sua moralidade mais facilmente.

### Filmagens

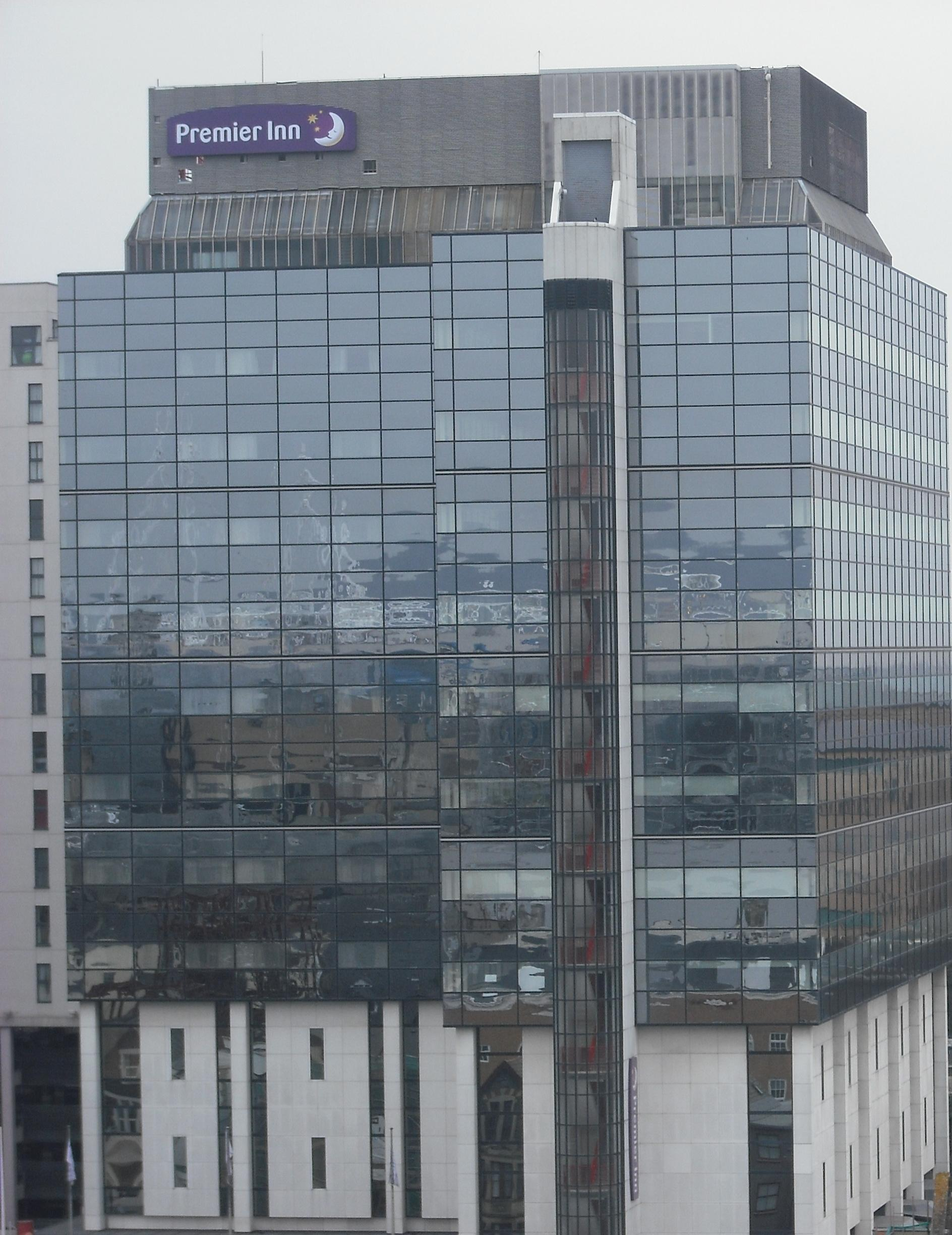
O Helmont House em Cardiff foi usado como o prédio das Indústrias Adipose.

O episódio estava no quarto bloco de produção da temporada e foi filmado em outubro de 2007. As filmagens fora de sequência permitiram que os produtores usassem adereços para "semear" episódios posteriores; O ATMOS, apresentado nos episódios "The Sontaran Stratagem" e "The Poison Sky", é referido por um adesivo no para-brisa de um táxi. Como o episódio ocorre principalmente à noite, muitas cenas foram filmadas no início da manhã.
A cena em que Donna e o Doutor investigam os Adiposo foi difícil de filmar. A cena levou trinta tomadas para ser concluída, e Tennant e Tate tiveram problemas para evitar um ao outro em tela. A cena foi filmada no call center da Picture Finance nos arredores de Newport em uma manhã de domingo, com os telefonistas da empresa servindo como figurantes.
As cenas externas das Indústrias Adipose foram filmadas no edifício British Gas (Helmont House) no centro da cidade de Cardiff. Por razões de saúde e segurança, Tennant foi proibido de realizar suas próprias acrobacias na plataforma de limpeza de janelas. Sua única cena que exigiu acrobacias foi quando ele pega a caneta sônica da Srta. Foster, que levou várias tomadas para sair perfeita.

### Adiposo
Os Adiposo foram inspirados por um brinquedo de pelúcia que Davies possuía. Sua nomenclatura vem do nome científico da gordura corporal, o tecido adiposo. O resumo de Davies descreveu uma criatura "fofa" e amigável para crianças em forma de um bloco de banha, semelhante ao Pillsbury Doughboy. Mais consultas com a equipe de pós-produção The Mill resultaram nas orelhas e na presa única que cada Adiposo possui. Stephen Regelous, que ganhou um Oscar por seu software MASSIVE, voou para Londres para supervisionar a criação dos efeitos especiais de multidão. Regelous, um fã de Doctor Who, estava entusiasmado em ajudar a The Mill com efeitos especiais, afirmando que "Quando descobri que a The Mill estava trabalhando em Doctor Who, eu estava na esperança de que a MASSIVE pudesse ser usado para criar hordas de Daleks ou Cybermen e com a quarta temporada, eu agarrei a oportunidade de me envolver." A the Mill criou dois tipos de Adiposo: extras com inteligência artificial e movimento independente, e um Adiposo "herói", que era animado manualmente.

## Transmissão e recepção

### Transmissão e audiência

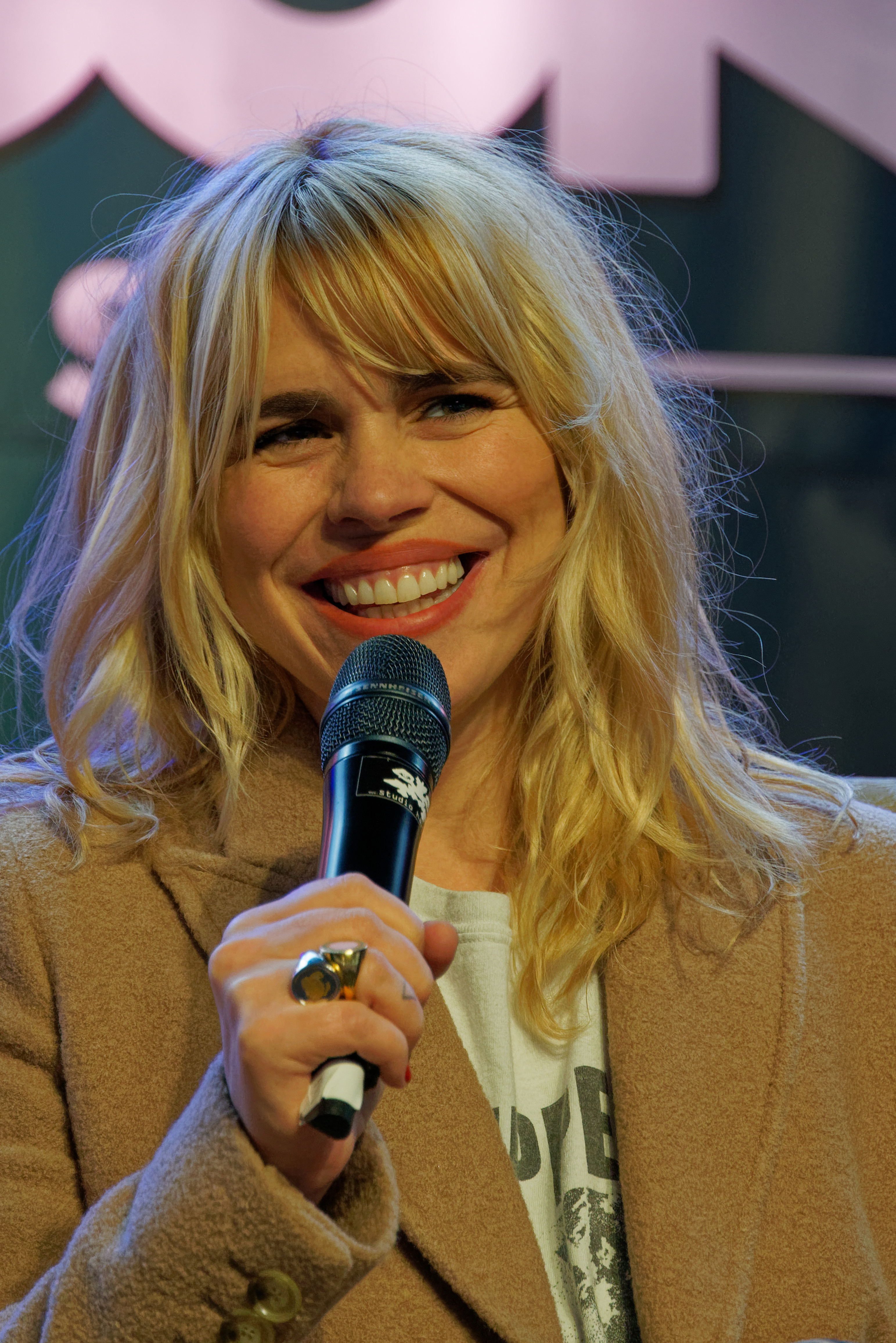
Tennant descreveu o retorno de Billie Piper (imagem) como um "verdadeiro arrepio na espinha".

O episódio foi transmitido em 5 de abril de 2008 às 18h:20, o horário mais cedo desde o retorno do programa em 2005. Davies criticou o departamento de programação da BBC e afirmou que o programa poderia perder 1,5 milhão de espectadores. O programa manteve um horário de transmissão semelhante por mais quatro episódios, antes de retornar para às 19h de "The Doctor's Daughter" em diante.
A versão prévia do episódio fornecida à imprensa omitiu a cena com Rose; antes da transmissão, apenas a equipe de produção, Tate e Tennant tinham a visto. A cena contém o tema de partida de Rose, "Doomsday". Tennant comentou "na noite da transmissão ... a Radio Times não terá dito a você que isso estaria acontecendo, será como um verdadeiro [...] arrepio na espinha".
Os números preliminares de audiência na noite de estreia mostraram que o episódio foi visto por 8,4 milhões de espectadores, com um pico de 8,7 milhões, com 39,4% da audiência televisiva. A audiência final consolidada foi de 9,1 milhões de espectadores. Doctor Who foi, portanto, o show mais assistido em 5 de abril, embora o Grand National tenha tido um pico maior com 10,1 milhões de espectadores. O Índice de Apreciação do episódio foi de 88 (considerado "Excelente"), o mais alto para qualquer programa de televisão exibido em 5 de abril.

### Recepção crítica
O episódio recebeu muitas críticas positivas. John Preston, escrevendo para o The Daily Telegraph, chamou o episódio de um "puro triunfo". Abrindo sua crítica, ele disse que "o  episódio da noite passada me conquistou por ser quase 50 minutos de puro prazer, algo que é difícil de encontrar na televisão". Ele observou a abordagem inteligente do episódio sobre o tema atual da obesidade e sua mistura de emoção e efeitos especiais. No encerramento, ele disse que "o crítico abatido, negado até mesmo o menor detalhe para reclamar, vai embora melancolicamente". Scott Matthewman do The Stage lamentou que os Adiposo não fossem ameaçadores o suficiente. Ele gostou da execução da Srta. Foster pelos Adiposo, uma "pausa momentânea no ar, a gravidade só entrando em ação quando a personagem olha para baixo", comparando-a a Wile E. Coyote e Chuck Jones, que "[foi] um pequeno toque agradável em um episódio ... cheio deles". Ele também apreciou Tate, dizendo que "David Tennant finalmente tem uma parceira que está se aproximando de um igual". Sam Wollaston do The Guardian escreveu que Tate "não era a pessoa certa para esse papel" e "muito histérica, muito cômica, não legal o suficiente", e acreditava que sua inclusão era uma tentativa de negociar com a popularidade de sua própria série e "ampliar ainda mais o apelo de Doctor Who". Ele também achou a música "um pouco opressiva", mas concluiu que, apesar dessas críticas, o show era "ainda uma televisão muito boa". Keith Watson do Metro deu ao episódio quatro estrelas de cinco. Ele admitiu que, apesar de não gostar de Tate, "ela não é tão ruim". Sua análise do Adiposo foi positiva, citando-os como uma razão da qualidade do show. Concluindo, ele disse que "ele tinha sentimentos confusos".
Jon Wise, do The People, disse que "Doctor Who é uma maneira supergaláctica de passar uma noite de sábado em ambientes fechados" e apreciou que Donna não estivesse romanticamente interessada no Doutor, ao contrário de Martha ou Rose. Ben Rawson-Jones deu ao episódio uma crítica totalmente positiva, resumindo-o como contendo "pura diversão familiar fantástica, proporcionando uma mistura vencedora de ação, comédia, pungência e uma inesperada aparição especial chocante".
O episódio também recebeu várias críticas negativas. Andrew Billen, escrevendo para o The Times, lamentou que Davies tivesse "esquecido que a principal tarefa de Doctor Who é fazer as crianças correrem para trás dos sofás enquanto entretém seus pais com uma ideia filosófica estranha, uma referência clássica ocasional, uma piada ou duas que eles provavelmente não gostariam de explicar e um pouquinho das belezas do espaço". Billen também criticou a escrita e a atuação, mas elogiou Tate por uma "atuação moderada". Alan Stanley Blair do SyFy Portal resumiu como "um desenho animado descontrolado de sábado de manhã em necessidade desesperada de uma história sólida". Blair encontrou falhas na comédia e na música do episódio, mas ficou impressionado com a atuação de Tate e a participação especial de Piper. Kevin O'Sullivan do Sunday Mirror criticou Tate e Tennant por exagerar na atuação, e tinha preocupações sobre o roteiro: "Não exalava exatamente tensão. Tudo o que conseguimos no caminho dos terríveis inimigos espaciais foi Sarah Lancashire se exibindo como uma super babá intergaláctica, dois seguranças com armas e muitos bebês de gordura fofos." Ian Hyland do News of the World criticou o enredo infantil, comparando-o ao "verso de um maço de cigarro". Ele também criticou Tennant por parecer "cansado" e Tate por "ainda gritar".
Em uma análise em 2022, Mark Braxton escrevendo para a Radio Times descreveu o retorno de Tate como um "golpe de elenco" e opinou que Donna e o Doutor formaram um par melhor do que as combinações anteriores na série. Em termos de gráficos, Braxton observou que o CGI usado para os Adiposo não envelheceu bem, mas que o trabalho gráfico para a nave espacial foi melhor feito. Ele também fez uma análise positiva da representação da Srta. Foster e elogiou o uso da tristeza por Davies no episódio. Christina Orlando, escrevendo para Tor.com em 2022, também elogiou a química entre o Doutor e Donna, referindo-se ao episódio como "o episódio perfeito de Doctor Who".